# Оружане снаге Албаније
Оружане снаге Албаније (алб. Forcat e Armatosura të Republikës së Shqipërisë (FARSH)) је војска Албаније, која је формирана по доношењу Декларације о независности Албаније 1912. Генералштаб јој је у Тирани.

## Албанска војна историја

### Формирање Албанске народне армије
Албанска народна армија (Ushtria Kombetar Shqiptar) је основана у мају 1913. године и њоме је командовао пуковник Али Сефкети. Али, 22. јануара 1914. године просрпски оријентисани министар одбране Есад-паша Топтани, који је командовао жандармеријом (Handarmeria), јачине 4.000 људи организованих у четири одреда (1-4 одред) је извршио државни удар. Војска, далеко испод планираног броја од 12.000 људи, одбила је да служи под Есад-пашом, чија су жандарми ефикасно контролисали само централну Албанију. Северна Албанија је била под контролом Бајрама Цурија који је имао око 20.000 људи, од који су многи били избеглице са Косова и Метохије и Македоније, и кога су подржавали Аустроугарска и католичко племе Мирдите; у централној Албанији Хаџи Керим је створио „Крујску унију". Северни Епир који је био независан од 17. фебруара 1914. године, окупира војска Грчке у новембру (Грчка га и формално анектира 18. марта 1916). Италијанске експедиционе трупе окупирају област око Флорина 28. децембра 1914. године.
Српска војска 29. маја 1915. године окупира централну и северну Албанију, разбија Куријеве побуњенике и ослобађа Есада који је био опкољен у Драчу. Касније, у децембру 1915. године, српска војска која се повлачила преко области Мати, у централној Албанији, бива нападнута од Куријевих снага, али јој помаже Есадова жандармерија. Италијанске снаге су обезбеђивале укрцавање српских снага у Драчу пре него што су евакуисане у Италију 24. фебруара 1916. године, заједно са Есадом и неколико стотина жандарма. Од 20. марта 1916. године италијански Специјални албански корпус (овај је назив имао од децембра 1915) који је имао три пешадијске дивизије - 38. див. (Савона и Пуља бриг.); 43. див. (Арно и Марче бриг.) и 44. див. (Таранто и Верона бриг.), преименован је у 16. корпус, а од 20. јуна 1916. у „Албанске окупационе трупе" након повратка 43. и 44. дивизије и регрутације помоћних албанских јединица. Италијани су, уз савезничко одобрење, 23. августа 1916. окупирали северни Епир и приморали неутралну грчку војску на повлачење.
У јануару 1916. године, аустроугарски 19. корпус је окупирао северну и централну Албанију. Регрутоване су Куријеве племенске трупе и организована је Албанска легија (Albanische Legion) са аустроугарским официрима и вишим подофицирима. Имала је девет пешадијских батаљона, сваки са четири чете јачине 150-170 људи. Аустроугарска жандармерија и војна полиција ојачане албанским регрутима су успоставиле релативно благу окупациону власт.
Есад је крајем августа 1916. године дошао у Солун са 800 албанских жандарма, а у децембру 1916. године генерал Сареј га шаље у „Корчанску републику" у Охридском сектору у северном Епиру који је контролисала 3. група дивизија Источне армије. Есадови жандарми су се добро борили у септембру 1917. године и постављени су на фронт између Поградеца и реке Скумби. Тајни савезнички Лондонски споразум од 26. априла 1915. је предвидео поделу Албаније - технички, државу Антанте - и 3. јуна 1917. италијански генерал Фереро је прогласио протекторат Италије над централном и јужном Албанијом (северна Албанија је додељена Србији и Црној Гори). Французи су 12. октобра 1918. распустили Есадове жандарме и 10. октобра расформирали Корчанску републику.
Италијанске Албанске окупационе снаге су 19. јуна 1917. преименоване у 16. корпус који се у септембру састојао од три пешадијске дивизије - 13. див. (Барлета и Палермо бриг.); 36. див. (Пуља и Танаро бриг.) и 38. див. (Савона и Верона бриг.) и 9. коњичке бригаде. До 31. октобра 1918. године италијанске и француске трупе су протерале аустроугарску војску из Албаније, али је затим 3.000 албанских сељака, под Бајрамом Куријем, напало Италијане и натерало их на повлачење из Албаније 2. септембра 1920. године.

### Комунистички режим
Албанија је изградила преко 750.000 бункера током 45 година дуге комунистичке владавине Енвера Хоџе. Ово је требало Албанији да да велику предност у одбијању стране инвазије или напада. Ове бункере је лако премештати, потребно је ископати рупу, и у њу помоћу крана или хеликоптера убацити припремљени бункер. Међу типовима бункера су митраљески бункери, бункери на плажи, подземни бункери, и друге врсте.